# Найменше спільне кратне

Діаграма Венна зображає найменші спільні кратні для комбінацій із чисел 2, 3, 4, 5 і 7 (6 відсутнє, оскільки 2 × 3, обидва з яких уже представлені).
Наприклад, у грі в карти до 5 гравців, в якій необхідно порівну розділити карти, потребує мати в колоді принаймні 60 карт, це те число, яке є перетином для множин 2, 3, 4, і 5, але не для 7.

Найме́нше спі́льне кра́тне (НСК) двох цілих чисел — найменше натуральне число, яке є кратним обох цих чисел.

## Властивості
- НСК(a, b) = НСК(b, a) (перестановка аргументів не змінює НСК);

- НСК(a, b, c, d) = НСК(НСК(a, b), НСК(c, d));

- НСК(a, b) = |ab|/НСД(a, b), де НСД(a, b) — найбільший спільний дільник чисел a, b.

## Обчислення НСК методом розкладу на прості множники
Нехай розклад чисел на прості множники
{\displaystyle a=2^{q_{2}}\cdot 3^{q_{3}}\cdot \ldots \cdot p_{k}^{q_{p_{k}}};}
{\displaystyle b=2^{r_{2}}\cdot 3^{r_{3}}\cdot \ldots \cdot p_{k}^{r_{p_{k}}}.}
Тоді
НСК{\displaystyle (a,b)=2^{\max(q_{2};r_{2})}\cdot 3^{\max(q_{3};r_{3})}\cdot \dots \cdot p_{k}^{\max(q_{p_{k}};r_{p_{k}})}.}

### Приклад
Визначимо НСК{\displaystyle (840,396)}.
Розклад на прості множники:
{\displaystyle 840=2^{3}\cdot 3\cdot 5\cdot 7,}
{\displaystyle 396=2^{2}\cdot 3^{2}\cdot 11;}
або, подаючи для наочності нульові степені,
{\displaystyle 840=2^{3}\cdot 3^{1}\cdot 5^{1}\cdot 7^{1}\cdot 11^{0},}
{\displaystyle 396=2^{2}\cdot 3^{2}\cdot 5^{0}\cdot 7^{0}\cdot 11^{1}.}
Отже,
НСК{\displaystyle (840,396)=2^{3}\cdot 3^{2}\cdot 5^{1}\cdot 7^{1}\cdot 11^{1}=27720.}
НСК можна теж обчислити за допомогою рівності НСК(a, b) =|ab|/НСД(a, b), використавши для обчислення НСД ефективний алгоритм Евкліда

## Реалізація знаходження НСК(lcm) на C++
```
int
 
lcm
(
int
 
a
,
 
int
 
b
)

{

  
return
 
(
a
*
b
)
 
/
 
gcd
(
a
,
 
b
)
 
;

}

```

gcd — НСД